# Elliphant
Эллинор Уловсдоттер (швед. Ellinor Olovsdotter, род. 8 октября 1985, Стокгольм), более известная под псевдонимом Elliphant — шведская певица, рэпер и автор песен.

## Биография

### Ранние годы
Эллинор родилась и выросла в Стокгольме, в районе Катарина-София (Сёдермальм) и жила с матерью. В детстве у неё диагностировали СДВГ, а также дислексию, из-за чего она имела трудности с обучением в школе. В возрасте 15 лет бабушка Эллинор взяла её с собой в поездку в Индию на три недели, которая, по её словам, оказала на неё сильное влияние. По возвращении она работала официанткой в ресторанах до тех пор пока не заработала достаточно денег и не вернулась в Индию на шесть месяцев. Позже она некоторое время жила в Германии, Франции и Великобритании, а также увлекалась фотосъёмкой, прежде чем начать свою музыкальную карьеру.

### Карьера

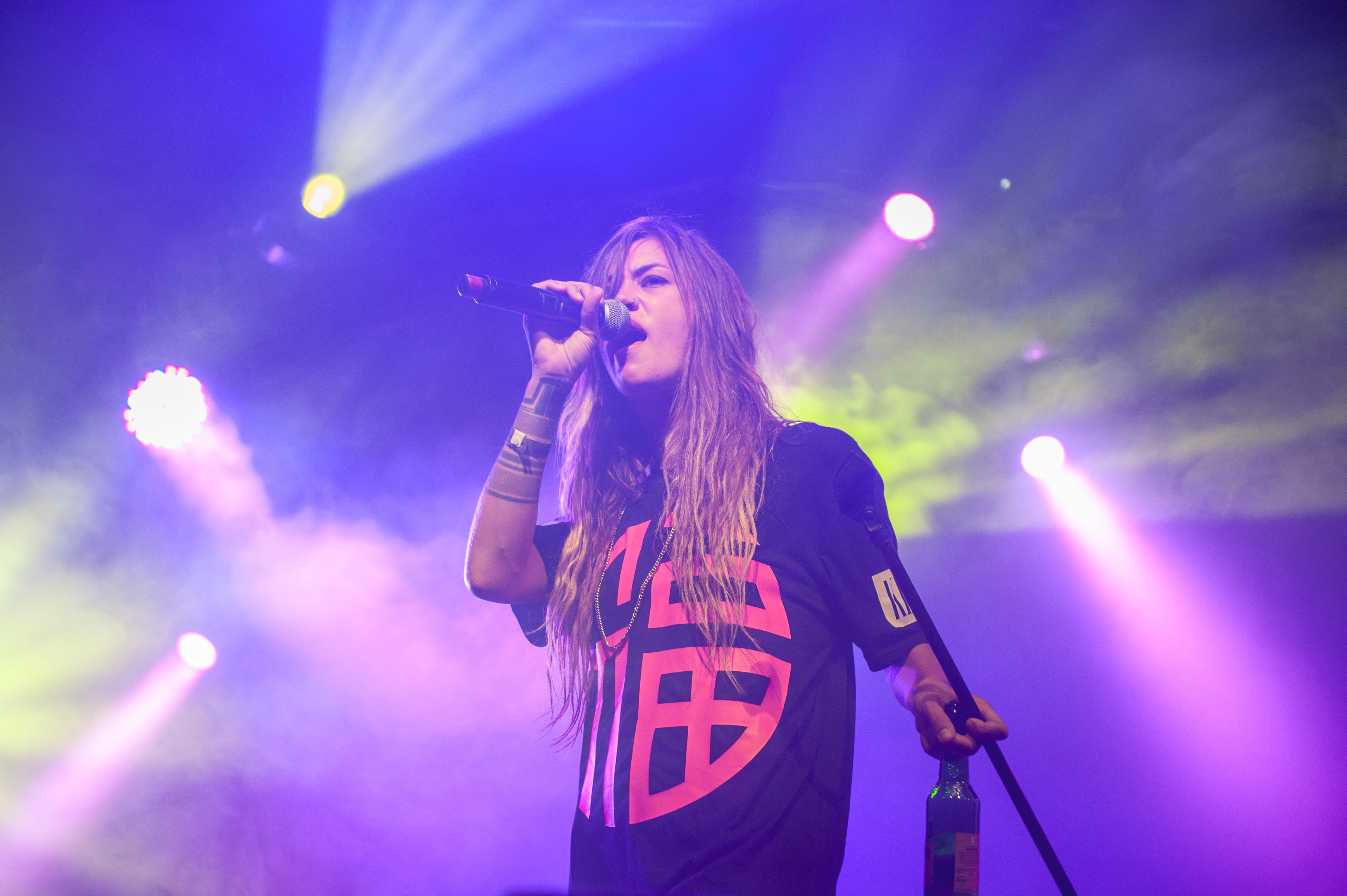
На фестивале Way Out West в Гётеборге в августе 2014 года.

В 2011 году Elliphant подписала контракт с лейблом звукозаписи TEN Music Group. С одним из его основателей, Тимом Деневом, она познакомилась ранее в том же году на одной из вечеринок в Париже, Деневу нужен был кто-то, кто мог бы помочь ему с его демозаписями.
Elliphant выпустила свой дебютный сингл «Tekkno Scene» в 2012 году. Трек получил в основном положительные отзывы, его сравнивали с работами M.I.A. и Diplo. Он также был включён в видеоигру FIFA 13. В октябре 2012 года Elliphant выпустила свой первый мини-альбом (EP) на лейбле Bigger Splash Records, в альбом вошли синглы «Tekkno Scene» и «Down on Life».
После выпуска её дебютного альбома в своём интервью, данному сайту Idolator в июле 2013 года, она сообщила, что уже подписала контракт с лейблом Dr. Luke Kemosabe Records, на котором она и выпустит свой дебютный студийный альбом под названием A Good Idea. Альбом был выпущен в Швеции 9 октября 2013 года, помимо самой Эллинор над ним работали и другие исполнители и продюсеры, включая дуэт Niki & The Dove, которые участвовали в записи трека «More Fire».
Второй мини-альбом был назван Look Like You Love It и вышел в апреле 2014 года на Kemosabe Records и Mad Decent, в его создании принимали участие Dr. Luke, Diplo, Skrillex и Дэйв Ситек. За ним последовал One More, вышедший в октябре, в создании этого мини-альбома принимала участие датская певица MØ. В это же время Elliphant также была одним из исполнителей открывающих шоу концертного тура Girl Power North America Tour британской певицы Charli XCX в сентябре и октябре 2014 года.
В начале июля 2015 года было объявлено, что первый североамериканский альбом, он же второй по счёту студийный альбом, Elliphant Living Life Golden будет выпущен Kemosabe Records 25 сентября 2015 года, однако позже его выход был перенесён на 25 марта 2016 года.
Прорывным относительно появления новых синглов стал 2020 год, когда издаются в электронном виде песни Time Machine, White Tiger, Had Enough. Часть из них попали в полноценный альбом 2021 года Rocking Horse.

## Дискография

### Альбомы
| Название           |                                                                                               |
| ------------------ | --------------------------------------------------------------------------------------------- |
| A Good Idea        | - Дата выхода: 9 октября 2013 - Лейбл: Universal, TEN - Форматы: CD, LP, цифровая дистрибуция |
| Living Life Golden | - Дата выхода: 25 марта 2016 - Лейбл: Kemosabe Records                                        |

### Мини-альбомы
| Название              | |
| --------------------- | --- |
| Elliphant             | - Дата выхода: 5 октября 2012 - Лейбл: A Bigger Splash - Форматы: 12", цифровая дистрибуция          |
| Look Like You Love It | - Дата выхода: 15 апреля 2014 - Лейбл: TEN, Kemosabe, Mad Decent - Форматы: CD, цифровая дистрибуция |
| One More              | - Дата выхода: 14 октября 2014 - Лейбл: TEN, Kemosabe - Форматы: CD, LP, цифровая дистрибуция        |

### Синглы
| Название                                                             | Год  | Альбом             |
| -------------------------------------------------------------------- | ---- | ------------------ |
| «Tekkno Scene»                                                       | 2012 | Elliphant          |
| «Live Till I Die»                                                    | 2013 | A Good Idea        |
| «Music Is Life»                                                      | 2013 | A Good Idea        |
| «Down on Life»                                                       | 2013 | A Good Idea        |
| «Could It Be»                                                        | 2013 | A Good Idea        |
| «One More» (совместно с MØ)                                          | 2014 | One More           |
| «Never Been in Love»                                                 | 2015 | One More           |
| «All or Nothing» (Riton iPad Remix) (совместно с The Gaslamp Killer) | 2015 | TBA                |
| «Love Me Badder»                                                     | 2015 | Living Life Golden |
| «The Best People in the World»                                       | 2015 | Living Life Golden |
| «Club Now Skunk» (совместно с Big Freedia)                           | 2015 | -                  |
| «North Star (Bloody Christmas)»                                      | 2015 | -                  |

### Гостевые появления
| Название                                    | Год  | Другие исполнители                  | Альбом              |
| ------------------------------------------- | ---- | ----------------------------------- | ------------------- |
| «Rat in the Snow»                           | 2013 | Adam Tensta                         | The Undeniable Tape |
| «No Money No Love»                          | 2014 | David Guetta, Showtek, Ms. Dynamite | Listen              |
| «TTU (Too Turnt Up)» (Valentino Khan Remix) | 2015 | Flosstradamus, Waka Flocka Flame    | Plurnt: The Remixes |

### Видеоклипы
| Название                                       | Год  | Режиссёр(ы)                         |
| ---------------------------------------------- | ---- | ----------------------------------- |
| «Ciant Hear It»                                | 2012 | неизвестно                          |
| «Down on Life»                                 | 2012 | Тим Эрем                            |
| «Live Till I Die»                              | 2013 | MOFO                                |
| «Music Is Life»                                | 2013 | Себастьян Рид                       |
| «Could It Be»                                  | 2013 | Air & Space                         |
| «Where Is My Mama At»                          | 2013 | Nikeisha Andersson и Loella Billner |
| «Revolusion»                                   | 2014 | StyleWar                            |
| «Only Getting Younger» (совместно со Skrillex) | 2014 | Джордан Бахат                       |
| «One More» (совместно с MØ)                    | 2014 | Тим Эрем                            |
| «Purple Light» (совместно с Doja Cat)          | 2015 | Ellis Bahl                          |
| «Love Me Badder»                               | 2015 | Skinny                              |
| «Spoon Me» (совместно со Skrillex)             | 2016 | Aisha Linnea                        |
| «Where Is Home» (совместно с Twin Shadow)      | 2016 | Aisha Linnea                        |